# Stone Age (groupe)
Pour les articles homonymes, voir Stone Age.
Ne doit pas être confondu avec le groupe américain de rock Queens of the Stone Age.
Stone Age est un groupe français de pop rock, originaire de Paris. Le concept de Stone Age consiste à mélanger les instruments traditionnels celtiques, essentiellement bretons, avec des arrangements contemporains rock ou électroniques, tour à tour futuristes, dansants, planants, oniriques ou méditatifs.
Le groupe compte un total de cinq albums : Stone Age (1994), Les Chronovoyageurs (1997), Promessa (2000), Totems d'Armorique (2007) et Bubry Road (2022) ; ce dernier étant sorti après une pause de 15 ans.

## Histoire
Stone Age est formé en 1992 à Paris. Bien que très empreintes de sensibilité celte et bretonne, les mélodies sont globalement pop et restent donc facilement accessibles aux non-initiés à la musique bretonne. Leur musique étant à la croisée de plusieurs genres, les albums studio de Stone Age se trouvaient donc rangés (avant la dématérialisation des supports musicaux) aussi bien au rayon « Bretagne » qu'au rayon « pop/rock », en « world » ou encore à celui de la musique « new age ».
Leurs chansons sont surtout des compositions originales et les reprises sont exceptionnelles. Le groupe explique en 1998 dans Trad Magazine sa démarche d'authenticité : « En fait, nous sommes toujours partis de quelque chose de réel, c'est-à-dire qu'on n'a jamais utilisé de samplings. On a toujours fait jouer les instruments par les musiciens, on a interprété les chants en respectant au plus près la langue bretonne. » Leur univers s'inspire de ce qui a trait dans la culture celtique aux légendes, à la mythologie... Les paroles des chansons de Stone Age sont écrites en proportions égales en breton, en français et en anglais.
Même si certains de leurs morceaux peuvent être dansants à l'occasion, Stone Age n'est pas un groupe de fest-noz, à la différence d'autres groupes électro-bretons comme Les Baragouineurs, Plantec ou Strobinell. Stone Age est donc aisément rattaché à d'autres artistes bretons évoluant hors du circuit des festoù-noz, comme Tri Yann, EV, Denez Prigent, Alan Stivell ou Pascal Lamour. Cependant, la présence marquée des arrangements électroniques les rapproche aussi de groupes non-bretons de musique traditionnelle qui font grand usage de l'électronique, tels que Urban Trad, Afro Celt Sound System, Deep Forest, Transglobal Underground. On perçoit également l'influence certaine de l'artiste britannique Mike Oldfield, du moins pour sa période folk du début des années 1980.
En 1995, Stone Age sont nommés aux Victoires de la musique pour leur premier album, Stone Age, dans la catégorie « Musiques du monde » (près de 150 000 exemplaires vendus chez Sony Music),. Cependant, leur succès n'a jamais été massif en France et c'est paradoxalement au Japon que le groupe réalisa l'essentiel de ses ventes, à la fin des années 1990 (notamment avec l'album Les Chronovoyageurs, en 1997 sorti chez Columbia/Sony Music). Cependant, à partir de l'album Promessa (paru en 2000, réédité en 2002), le succès sur le marché nippon décline rapidement au point de faire figure d'engouement passager, tandis que le groupe gagne finalement une certaine reconnaissance en Bretagne. Malgré les mises en ventes de ses titres, le groupe n'a pas atteint de classements au Japon selon le site Oricon News.
En été 2020, le nouveau site officiel de Stone Age annonce un nouvel album pour 2021. Un premier extrait, Bubry Road, est dévoilé sur les plateformes le 6 novembre 2020, puis un second extrait, You Know, le 20 mars 2021. Le premier concert du "nouveau" Stone Age a eu lieu le 26 novembre 2021 à Landivisiau,. Une tournée devait suivre 2022.

## Membres

### Membres principaux
Les quatre membres permanents de Stone Age étaient déjà des multi-instrumentistes confirmés lors de la formation du groupe. C'est au hasard de leurs diverses collaborations qu'ils se sont rencontrés et se sont découvert des affinités musicales au point de fonder leur propre groupe, en 1992.
- Jérôme « Lach'Ilaouet » Gueguen - keypipe, piano, claviers, chant. Jérôme Gueguen est également membre à part entière du groupe Gwendal depuis 2003 et avait plus anciennement collaboré avec Philippe Lavil pour lequel il a notamment composé le tube De Bretagne ou d'ailleurs, en 1990. En mai 2010, Jérôme Guéguen est sollicité pour remplacer ponctuellement Dominique Perrier en tant que musicien de la tournée 2010 de Jean-Michel Jarre. À la fin de l’été, Dominique Perrier étant retenu pour des raisons personnelles, Jérôme Gueguen reste auprès de Jean-Michel Jarre et accompagne ce dernier jusqu'à la fin de la tournée. Sur les albums de Stone Age, il intronise un nouvel instrument de sa création qu'il baptise « keypipe », une sorte de cornemuse qu'il a lui-même équipée d'un clavier à touches piano.

- Marc « de Ponkallec » Hazon - batterie, guitare acoustique, boucles, chant. Marc Hazon débute en tant que musicien à la batterie et aux percussions pour Sheila dans l'album Pilote sur les ondes, en 1980. Par la suite, sur scène et en studio, il collaborera en tant que musicien avec Jacques Higelin, Diane Dufresne, Philippe Lavil ,Gilbert Montagné, Alan Stivell et le groupe Gwendal.

- Dominique « Terracotta » Perrier - claviers, Moog, chant. Dominique Perrier, membre du groupe de musique électronique Space Art qui a connu son heure de gloire à la fin des années 1970, a été l'un des fidèles collaborateurs de Jean-Michel Jarre qu'il a rencontré en 1973. Durant les années 1980 et 1990, il est impliqué  dans la production de plusieurs albums de Jean-Michel Jarre et joue des parties de claviers sur ceux-ci. Il a également régulièrement accompagné Jarre en concert en ayant notamment la responsabilité d'effectuer des solos de synthétiseur.

- Michel « Kervador » Valy - basse, mandoline, guitare acoustique, chant principal. Michel Valy a régulièrement travaillé avec Alan Stivell, Jean-Patrick Capdevielle, Philippe Lavil, Gwendal[6].

Le quatrième album sorti en 2007 est suivi d'une longue pause et deux de ces membres (Gueguen et Perrier) ne seront plus dans le groupe lors du retour de Stone Age.

### Membres invités
Aux côtés de Stone Age, les chanteuses invitées Marielle Hervé et Janet Woollacott assurent les voix féminines sur les quatre premiers albums du groupe. L'importance et la récurrence de leurs contributions font quasiment d'elles des membres de Stone Age. Woollacott décède malheureusement à la fin de l'année 2011.
Dans leurs albums, Stone Age font également appel à des musiciens, comme des membres du groupe Gwendal (Youenn Le Berre, Robert Le Gall), ou encore Patrick Rondat, Gilles Chabenat, Loïc Taillebrest, Jimmy Jay, Jimi Drouillard, Anton Yakovleff, Bunny Rizzitelli, René Lebhar, Jaco Largent, Jean-Marie Marrier, Jean-Philippe Naeder, Jean-Claude Philippe...

### Galerie

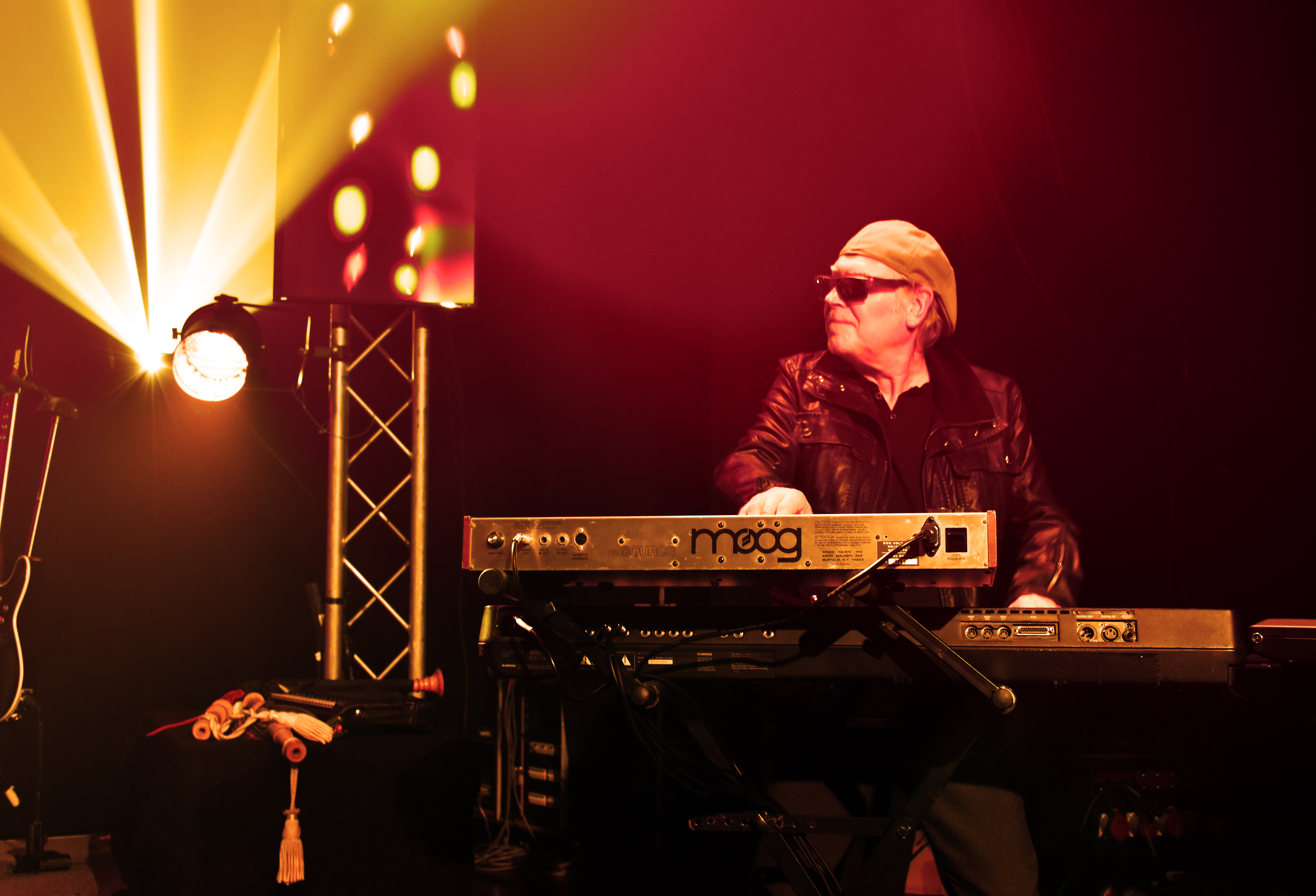
Jérôme « Lach'Ilaouet » Gueguen.
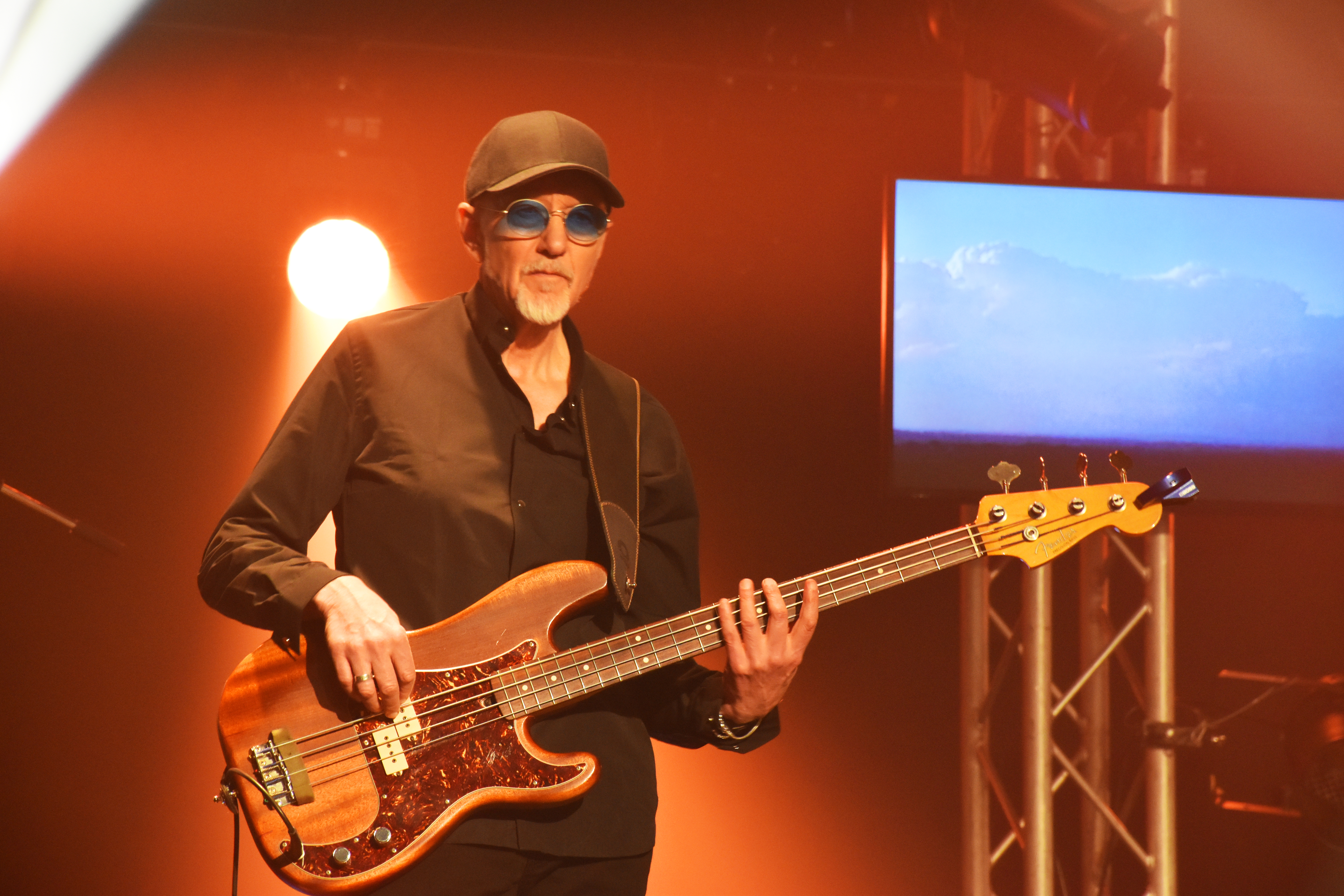
Michel « Kervador » Valy.
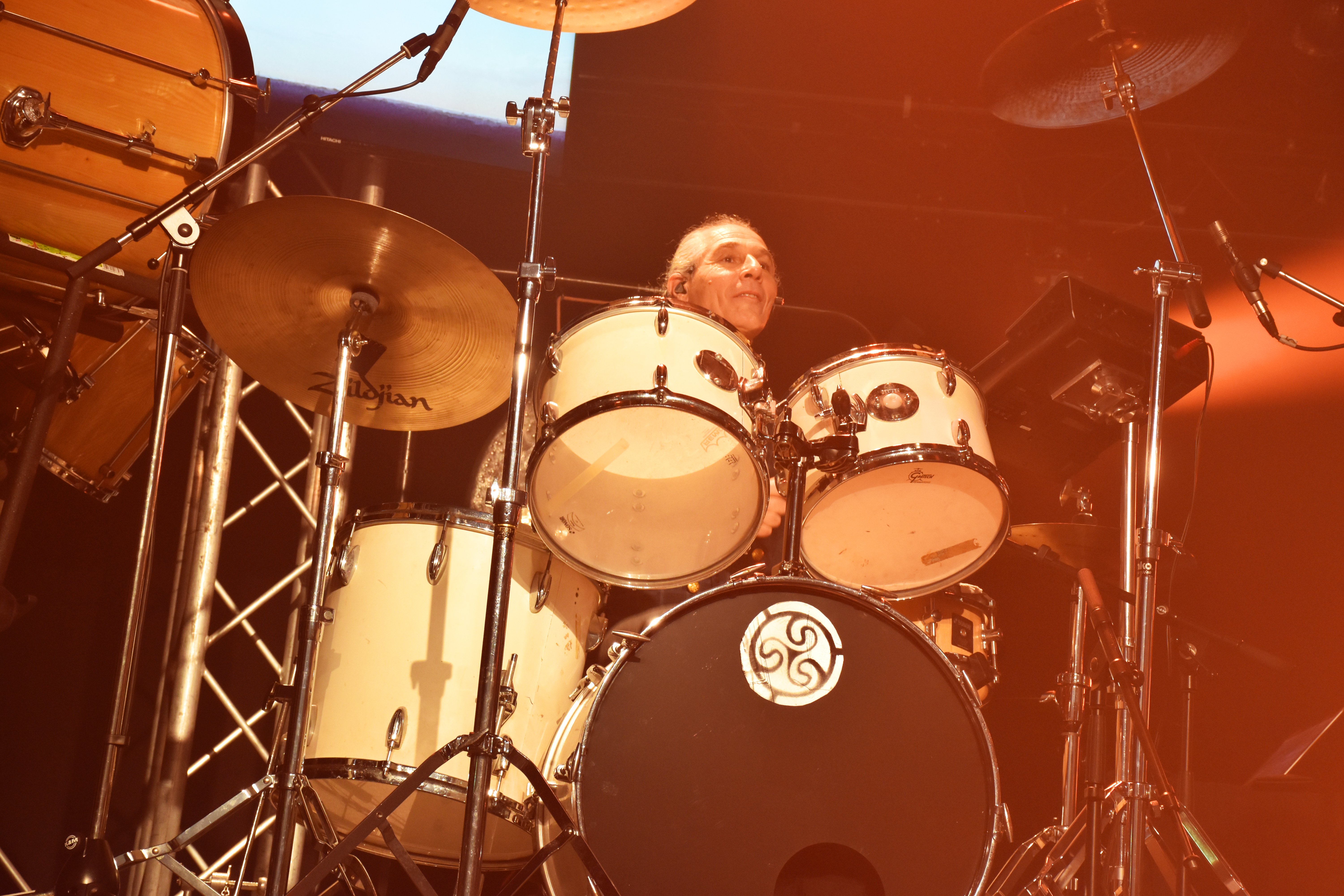
Marc « de Ponkallec » Hazon.

## Discographie
- 1994 : Stone Age - souvent rebaptisé L'Enchanteur, bien que ce titre n'apparaisse nulle part sur le disque lui-même.
- 1997 : Les Chronovoyageurs - réédité en 1998 avec une nouvelle pochette et un nouveau titre : Le Chant venu des mers'
- 2000 : Promessa - réédité en 2002 sous le même titre, mais avec une nouvelle pochette, chez Coop Breizh.
- 2007 : Totems d'Armorique
- 2022 : Bubry Road